# Mercosur
Mercosur, Mercosul sau Ñemby Ñemuha (spaniolă: Mercado Común del Sur, portugheză: Mercado Comum do Sul, guarani: Ñemby Ñemuha, română: "Piața comună a sudului") este o organizație internațională în America de Sud. Țările membre sunt Argentina, Brazilia, Paraguay, Uruguay și Venezuela.

## Istorie

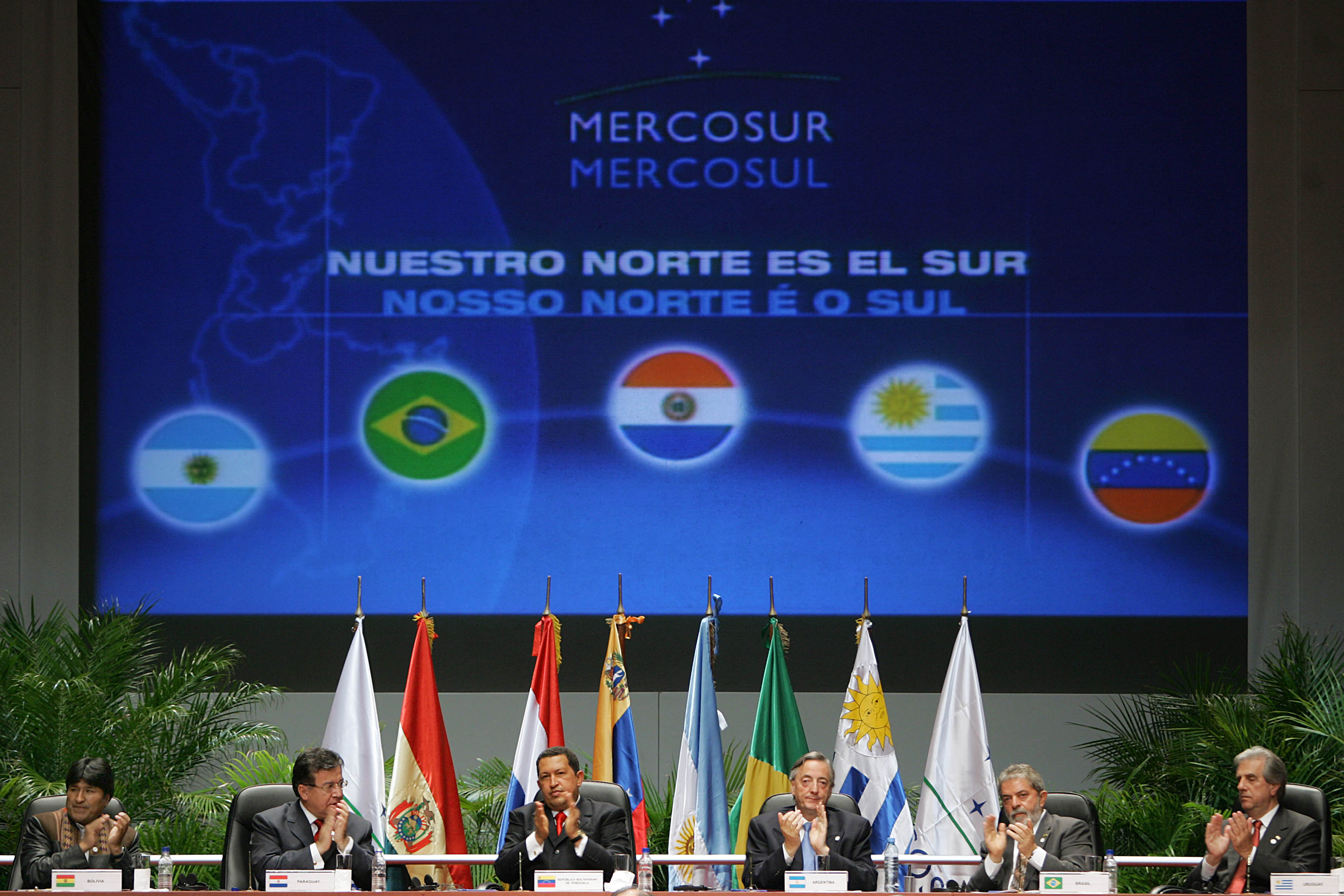
Mercosur 2005

Mercosur a fost fondată în 26 martie 1991 de Brazilia, Argentina, Uruguay și Paraguay, în urma semnării Tratatului de la Asunción, tratat dezvoltat în decembrie 1994 prin Protocolul Adițional de la Ouro Preto, prin care se stabilește structura instituțională a Mercosur și i se conferă personalitate juridică internațională. 
Originile Mercosur dateaza din 1985 cand presedintii Braziliei si Argentinei, José Sarney respectiv Raúl Alfonsín au semnat PICE - Programul de Integrare si Cooperare Economica Argentina-Brazilia (engleza - The Argentina-Brazil Integration and Economics Cooperation Program; spaniola - Programa de Integración y Cooperación Económica Argentina-Brasil).
- Bolivia, Chile, Columbia, Ecuador și Peru au statut de membri asociați.
- La 30 decembrie 2005, Bolivia a fost invitată să devină membru cu drepturi depline.

## Obiective generale
Obiectivele generale ale Mercosur sunt:
- creșterea randamentului și a productivității pentru cele patru economii, cu

deschiderea piețelor și accelerarea dezvoltării economice 
- perspective mai bune pentru folosirea mai judicioasă a resurselor disponibile
- conservarea mediului
- îmbunătățirea comunicațiilor
- armonizarea și coordonarea politicilor macroeconomice și complementarea diferitelor industrii

## Structura instituțională
- Consiliul Pieței Comune (CCM)
- Grupul Pieței Comune (CMG)
- Comisia de Comerț a Mercosur (MTC)
- Comisia Parlamentară Comună (JPC)
- Forumul Social-Economic Consultativ (ESCF)
- Secretariatul Administrativ al Mercosur (MAS)

Cupola of Mercosur, 200